# Nadine Härdter
Nadine Härdter, née le 29 mars 1981 à Kandel, est une handballeuse allemande.

## Biographie
Nadine Härdter a évolué pendant 4 ans dans le club du Thüringer HC. Nadine Härdter, qui joue au poste d'ailière gauche, a débuté en Équipe d'Allemagne en 1999. Elle est pendant plusieurs années l'une des joueuses essentielles de la Mannschaft[réf. nécessaire], avant de connaître une série de blessures après les Jeux olympiques de Pékin en 2008. Après une absence de plus d'un an, elle fait son retour en équipe nationale en septembre 2009. En 2010, elle signe un contrat dans le club du VFL Sindelfingen, où elle continue à évoluer sous la direction de l'entraîneur Dago Leukefeld.

### Club
compétitions internationales
- coupe Challenge (C4)
  - vainqueur en  2003 (avec Borussia Dortmund)
  - finaliste en 2009 (avec Thüringer HC )

### Sélection nationale
Jeux olympiques
- 11e des Jeux olympiques de 2008,  Chine

Championnat du monde
- 7e du Championnat du monde 2009,  Chine
- Médaille de bronze  du Championnat du monde 2007,  France
- 6e du Championnat du monde 2005,  Russie
- 7e du Championnat du monde 1999,  Norvège et  Danemark

Championnat d'Europe
- 4e du Championnat d'Europe 2006,  Suisse
- 5e du Championnat d'Europe 2004,  Hongrie

Autres
- Débuts en équipe d'Allemagne le 21 octobre 1999 contre la Croatie
- 3e du championnat d'Europe junior 1999
- 3e du championnat du monde junior 2001